# شانه‌کوه
شانه‌کوه کوهی در منطقه کوهستانی تخت سلیمان استان مازندران و رشته‌کوه البرز است.
شانه‌کوه با بلندای ۴٬۴۶۵ متر میان قله علم‌کوه و قله تخت سلیمان قرار دارد.